# Feliks Niedzielski
Feliks (Felix) Niedzielski (Banja Luka, 26. lipnja 1912. − Banja Luka, 20. veljače 1947.), hrvatski pjesnik, pravnik, esejist, novinar, katolički aktivist i mjesni dužnosnik. Pisao je članke, eseje i studije.

## Životopis
Rođen je 26. lipnja 1912. u Banjoj Luci. Njegov otac, Anton Nikodem, bio je potomak poljskih doseljenika, a majka Gjorgja, rođ. Slavnić, Srpkinja, pravoslavka rođena u Varaždinu. Feliks je vrtić polazio kod  sestara  Klanjateljica Krvi Kristove. Kao gimnazijalac proučava i oduševljava se katoličkim socijalnim naukom, prati društvena, kulturna i politička zbivanja te postaje aktivni zagovornik kršćanskih i hrvatskih ideja.
Godine 1933. stupio je u Križarsku organizaciju i prvi put javno nastupio predavanjem na križarskom tečaju. Dvije godine kasnije kao student objavljuje prvu knjigu, Kritiku marksizma. 1937. postao je i predsjednik Križarskog okružja za Banju Luku. Dok je bio u Zagrebu, dnevno je u crkvici sv. Martina u Vlaškoj ulici molio krunicu. Zbog toga su za nj govorili da je „drugi Merz”.
1939. (1940.) diplomirao je na Pravnom fakultetu u Zagrebu i postao odvjetnički pripravnik. Pripravnički staž odradio je kod Marka Rebca, odvjetnika u Banjoj Luci. Koncem 1940. postao je predsjednikom Velikoga križarskog bratstva u Zagrebu, kamo je 1941. i preselio radeći kao novinar u Hrvatskom glasu. Stekao je doktorsku titulu i osnovao društvo „Preporod" u Banjoj Luci. Od siječnja do travnja 1941. zaposlen je kao novinar u dnevniku „Hrvatski glas". Bio je treći predsjednik križarske organizacije.
U travnju i svibnju 1941. zamjenik je stožernika u Banjoj Luci. U lipnju se sukobio s ustaškim dužnosnicima u Banjoj Luci. Zbog teških zločina u Banjoj Luci, otvoreno se suprotstavio počiniteljima, pa je bio prisiljen pobjeći iz grada pod prijetnjom da će i sam biti ubijen. Nakon toga preuzima dužnost podžupana u Velikoj Župi Usori i Solima u Tuzli. Godine 1942., na molbu nadbiskupa Stepinca, daje ostavku na mjesto predsjednika Velikoga križarskog bratstva.  U prosincu 1943. obnašao je dužnost dožupana u Velikoj župi Sani i Luci u Banjoj Luci. Lipnja 1943. premješten je u ministarstvo unutarnjih poslova i imenovan zapovjednikom Ustaške mladeži (do tada je tu dužnost obnašao Ivan Oršanić). Radi skrbi za izbjeglice iz istočne Bosne u Banjoj Luci prozvali su ga „srpskom majkom“.
Za vrijeme rata u Banjoj Luci pomagao je i od divljih elemenata u Ustaškom pokretu spasio mnoge ljude, osobito Srbe. Prikupljeni su i potpisi više od 850 pravoslavnih obitelji za njegovo oslobađanje.
U svibnju 1945. proživio je tragediju Bleiburga. S civilima je otišao u povlačenje. Nakon kraćega boravka u inozemstvu vraćen je u domovinu. Iako nije bilo dokaza o sudjelovanju u ili počinenju zločina, te unatoč tome što se 850 pravoslavnih obitelji potpisom zauzelo za njega, nakon sprovedena postupka osuđen je na smrtnu kaznu. 20. veljače 1947. strijeljan u Banjoj Luci. Grob mu se nalazi u Boriku u Banjoj Luci, ali ničim nije obilježen. Danas je nad njegovim grobom igralište.

## Stavovi
Bio je promicatelj socijalnog nauka Katoličke crkve i oštar kritičar liberalnog kapitalizma i komunizma.
Bio je zagovornik samostalne hrvatske države.
Pridonio je i pedagogiji uradcima o igri i odgoju. U esejima o ulozi igre u životu naroda, posebno stavlja naglasak na odgojnu uloge igre za mladež. Pisao je i o životu i običajima bosanskih muslimana koje je smatrao Hrvatima i prema njima gajio simpatije.
U ekonomskim razmatranjima uočio i pomanjkanje discipline pri potrošnji dobara, pa zaključuje da je „mnogo lakše prodati nepotrebne i štetne stvari negoli korisne. Najlakše se od ljudi dobije novac kada im se pružaju dobra, užici i priredbe koji razdražuju njihove niske nagone. Ove okolnosti zavele su mnoge ljude da svoj trud i kapital ulože da bi zadovoljili nemoralnim prohtjevima svojih kupaca".
Premda kritičar kapitalizma, nije bio protiv njega kao ekonomskog sustava s podjelom između rada i kapitala. Smatrao je problemom što je kapitalističkim gospodarstvom zavladao liberalni mamonistički duh. Kao protutežu predlagao je „zakon kršćanske umjerenosti, koja čovjeku zapovijeda da najprije traži kraljevstvo Božje i pravdu njegovu, jer dobro zna da će mu se po Božjoj darežljivosti i sigurnom obećanju dodati i vremenita dobra koliko budu potrebna".
Oštro je kritizirao marksizam i komunizam. Kritizirao je marksizam po svim protegama, i marksističku ekonomsku ideologiju, shvaćanje društva i filozofski sustav dijalektički i historijski materijalizam). Za marksizam je ustvrdio da se taj sustav „ne protivi samo objavljenoj kršćanskoj istini, nego je on u jednakoj oprečnosti s naravnim zakonima koji vladaju ljudskim životom". Za komunističko besklasno društvo smatra da je gotovo neostvariva stvar, a i ako bi se to uopće ostvarilo, to bi bilo predstavljalo "sumu potpuno izjednačenih individua, među kojima nema više reda, ni hijerarhije, ni autoriteta (...) takovo društvo nije više – društvo".
Niedzielski je socijalni nauk Katoličke crkve sa svojim zahtjevom za solidarnošću smatrao zlatnom sredinom između liberalističkog ekstrema (pretjerani individualizam) i marksizma (koji se fanatično zalaže za kolektivizam), čime bi se društvo izdiglo iznad materijalističke baze. Materijalizam je smatrao zajedničkim i liberalističkom i markstističkom ekstremu. Nasuprot njima, katolički socijalni nauk vodi prema višoj bazi metafizičkog realizma.
Upozoravao je na opasnosti ukidanja i prisvajanja (izvlaštenja) privatnoga vlasništva, koje vodi k tomu da „pojedinac manje misli na prenašanje ekspropriiranog vlasništva na zajednicu, a više na prisvajanje istog u osobnu korist".
Kritizirao je komunistički egalitarizam.

## Djela
- Kritika marksizma (Banja Luka, 1935.)[2]
- Novi društveni poredak (Banja Luka, 1936.)[2]
- Socijalni eseji, (Zagreb, 1941., Madrid 1964.)[2]

Pjesme je objavio u Hrvatskoj smotri i inim časopisima. Zastupljen je u antologiji Lirika hrvatskih sveučilištaraca (Matica hrvatska: Zagreb, 1939.).

## Ocjene
Hrvatski sindikalist Andrija Mrzlečki spominje Niedzielskog među osobama koje su tijekom XX. st. djelovali u borbi za socijalnu državu, poput Vladimira Cicka, Ivan Merza, Ivana Oršanića, Ivana Protulipca, Alojzija Stepinca i inih.

## Vanjske poveznice
|  | Wikicitati imaju zbirke citata o temi Feliks Niedzielski |